# Aposphaeria populina
Aposphaeria populina är en svampart som beskrevs av Died. 1912. Aposphaeria populina ingår i släktet Aposphaeria och familjen Melanommataceae.   Inga underarter finns listade i Catalogue of Life.